# 大戰隊風鏡V
《大戰隊風鏡V》，是由日本東映製作的《超級戰隊系列》第6部特攝作品，於1982年（昭和57年）2月6日至1983年1月29日期間每週六下午6時在朝日電視台首播。

## 作品特色
- 以「寶石」、「韻律體操」為主題的戰隊。
- 此作的初期計劃名稱為《未來戰隊》，但最終沒有被採用，而這個名稱最後被2000年的超級戰隊作品所使用[1][2]。
- 首部於片頭標題畫面讀出片名的戰隊，而往後的系列作品均開始沿襲，但部分作品取消了這個慣例。
- 首次出現三機組合體的大型機械人（Goggle V Robo）。

## 故事概要
日本探險家－赤間健一於一次前往德國山區的探險山洞中看見一位科學家被一群神祕組織的士兵攻擊而出手相救，而那位科學家則為調查神祕的科學帝國－Death Dark的未來科學研究所的所長－本鄉博士，並發現Death Dark開始發動攻擊準備侵略地球。其後本鄉博士就聯絡在巨蛋球場底下的地底指揮中心，負責大戰隊防衛系統的Comptuer Boys and Girls，將積極尋找除了健一之外的四位成員，組成超級戰鬥部隊－「大戰隊風鏡V」以對抗邪惡的Death Dark。

## 登場角色

### 大戰隊風鏡V
大戰隊風鏡V，為由Computer Boys & Girls以電腦篩選的五位戰士。
赤間 健一（あかま けんいち）／ 風鏡紅
演：赤木良次
風鏡V的隊長。
原為探險家，於一次在德國探險時拯救了本鄉博士後便加入風鏡V。
具有不屈不撓的精神，亦因此受到隊員們的信賴。
變身後其額上的紅寶石則為亞特蘭蒂斯文明的象徵，戰鬥時會以劍道技巧配合其體操繩武器Red Rope進行三維攻擊。
黑田 官平（くろだ かんぺい）／ 風鏡黑
演：春田純一
東都大學的將棋部部長。
其本身具備優秀的冷靜頭腦及卓越的運動神經，並常擔任隊內的作戰參謀。
變身後其額上的綠寶石則為古代亞洲文明的象徵，並會以快速移動的忍者戰術應戰；另外在未變身時亦常用將棋駒進行攻擊。
其他登場作品：《豪快者 護星者 超級戰隊199英雄大決戰》
青山 三郎（あおやま さぶろう）／ 風鏡藍
演：石井茂樹
冰上曲棍球運動員。
個性開朗平易近人，許多小孩都視他為哥哥般看待。
童年時是個軟弱的愛哭鬼，但亦因而藉此鍛鍊其不屈的精神。
變身後額上的藍寶石則為古埃及文明的象徵，擅長運用其輕巧身型的敏捷性及爆發性應戰。
黃島 太（きじま ふとし）／ 風鏡黃
演：伍代參平
原為礦產調查專家，在巡迴全日本後便擔任動物飼養員。
具有靈敏的聽覺，但亦是個很貪吃的大食漢。
其父親同為礦產調查專家，亦為本鄉博士的助手，但於黃島年幼時則離開其，直至於一次行動中重遇。
變身後其額上的蛋白石則為姆文明的象徵，其力氣為五人中最大，並且能夠遁地。
桃園 美樹（ももぞの ミキ）／ 風鏡粉紅
演：大川惠
風鏡V中唯一一位女戰士，是位意志堅強，並且經常面帶微笑且溫柔的藝術體操選手。
變身後其額上的鑽石則為瑪雅、印加文明的象徵，擅長運用其藝術體操的靈巧性應戰。

#### 風鏡V的協力者／相關者
本鄉博士
演：仲谷昇
未來科學研究所的所長。
在察覺到Death Dark的存在後便籌備建立大戰隊風鏡V，而同時他為了能從曾誤入歧途的科學中灌輸正確觀念予後代而特別甄選了數名孩子擔任Computer Boys & Girls。
後來在將一切托付予風鏡V與ComBoy後便前往世界各地繼續進行研究工作，直到知悉未來科學研究所被摧毀後便返回日本，並帶領眾人前往另一個備用的秘密基地。
若木 綠（わかぎ みどり）、山本 小百合（やまもと さゆり）
演：小林伊津子（綠）、細矢智惠子（小百合）
兩人皆為本鄉博士的助手。
後來綠為跟隨本鄉博士工作而離開日本。
Computer Boys & Girls
通稱「ComBoy」，為負責支援風鏡V隊員以及電腦後勤工作而經特別甄選的孩子們，而他們亦被視為未來的戰士。
上田 達也（うえだ たつや）
演：井浦秀智
ComBoy中年紀最大的一員，負責支援赤間／風鏡紅。
竹中 誠（たけなか まこと）
演：竹內實
負責支援黑田／風鏡黑。
島田 春男（しまだ はるお）
演：大原和彥
ComBoy中年紀最小的一員，負責支援青山／風鏡藍。
大山 大介（おおやま だいすけ）
演：水野智則
負責支援黃島／風鏡黃。
相澤 茜（あいざわ あかね）
演：杉本華惠
ComBoy中唯一一位女生，負責支援美樹／風鏡粉紅。

### 暗黑科學帝國 Death Dark
暗黑科學帝國 Death Dark，為從古代則以利用暗黑科學製造無數災難，甚至毀滅多個文明的邪惡組織。
總統 塔布
聲：依田英助
Death Dark的支配者。
平時於死亡托邦內發號施令時皆以黑影代替，並無實際形體出現，而其真面目為以暗黑科學結合無數遺傳因子的究極生命體。
在Dark Death與風鏡V最後的戰鬥時被風鏡紅揭露其真面目，最後在死亡托邦被風鏡V摧毀時便自行巨大化迎戰，結果仍不敵Goggle V Robo而死。
迪斯基拉將軍
演：高橋利道
Death Dark的指揮官。
配戴骷髏外型的日本頭盔，擅長作戰策劃，並且經常於前線戰鬥。
是個劍術高手，並視赤間／風鏡紅為宿敵。
後來於一次成功潛入未來科學研究所時被瑪茲露卡引爆其體內的炸彈波及重傷，雖被風鏡V救起卻仍希望能與其決勝負。而最後在獲得塔布的允許下親自操控巨大機械人熊Kong迎戰Goggle V Robo，結果還是被對方打敗而壯烈戰逝。
伊迦納博士、扎佐莉雅博士
演：菊池英一（伊迦納博士）、西口久美子（扎佐莉雅博士）
兩人皆為Death Dark的科學家。
兩人於初期皆為彼此對立的關係，並且各有不同的巨大機械人設計風格，但後來兩人亦開始合作研發與合成怪獸的樣貌及性能相同的巨大機械人。
然而兩人最後因屢次的行動失敗而一同被迪斯馬克處決。
瑪茲露卡
演：吉田真弓
Death Dark的諜報部長。
負責收集情報與擄獲人質，並擅長變裝行動，而其武器為可施放攻擊性氣體的棒子。
後來聽信了迪斯馬克的謊言接受了來自宇宙隕石的能量照射而獲得隱形能力，殊不知在手術進行的同時卻被對方植入炸彈。其後在藉著其隱形能力成功潛入未來科學研究所，然而當她從追蹤其的迪斯基拉口中得知自己被騙的一切後便奪走迪斯基拉手中的引爆裝置後則犧牲自己以意圖與迪斯基拉同歸於盡。
迪斯馬克大元帥
演：中庸助
Death Dark之傳奇人物，於第15集初登場。
在南極的海底長眠了兩千年，而在沉睡期間亦接受了塔布的睡眠教育，後來因塔布的命令而甦醒。
其武器為妖刀暗黑劍，並擁有操縱天氣的能力。
平時會待於死亡托邦指揮，直到最後的戰鬥時則迎戰風鏡V，結果仍不敵其而死。
貝拉、貝絲
演：大木麻理子→中西典子（貝拉）、新保久美子（貝絲）
兩人皆為迪斯馬克身旁的侍女，於第15集初登場。
與迪斯馬克一同長眠，而在迪斯馬克甦醒後亦隨即被其喚醒，而兩人主要負責替迪斯馬克傳遞訊息。
最後兩人於決戰時則以女戰士的裝扮迎戰風鏡V，結果兩人皆被風鏡藍與風鏡粉紅殺死。
合成怪獸
通稱「摩茲」，為以動物或植物的特殊基因混合蛋白質增值及培養後，再結合金屬原子而誕生的生物。
巨大機械人
通稱「Kong」，由伊迦納及扎佐莉雅研發的大型兵器。
當合成怪獸被擊敗後，Death Dark便會派出巨大機械人迎戰風鏡V，並會復活及吸收被打敗的合成怪獸駕駛。
而初期巨大機械人與合成怪獸的樣貌及性能大相逕庭，直至後來才出現由伊迦納及扎佐莉雅根據合成怪獸而共同研發的巨大機械人。
迷彩人
Death Dark的機械戰鬥兵。
擁有隱形的能力。

## 風鏡V的裝備

### 武器／配備
共同武器／配備
Goggle Brace
風鏡V五人的變身器兼通訊器。
全員皆配戴於其右手上，然而一旦其右手臂受傷便無法變身；另外Goggle Brace亦會釋放高壓電流攻擊非指定的使用者。
Goggle Suits
風鏡V五人變身後所穿著的強化服。
其額上鑲有寶石，而每顆寶石皆各象徵一個古代文明。
Goggle Sabel
風鏡V五人的共同武器。
為可伸縮的劍，亦可變形為其他型態。
Goggle Rope
由風鏡紅分配予各人的體操繩。
Goggle Club
由風鏡黑分配予各人的雜技棒。
Goggle Ring
由風鏡藍分配予各人的呼啦圈。
Goggle Ball
由風鏡黃分配予各人的體操球。
Goggle Ribbon
由風鏡粉紅分配予各人的體操緞帶。
個人武器
 風鏡紅
Red Rope
風鏡紅的體操繩。
能夠藉風鏡紅的紅寶石能源變形為鞭子Red Ruby Whip。
 風鏡黑
Black Club
風鏡黑的雜技棒。
能夠藉風鏡黑的綠寶石能源變形為雙截棍Black Emerald Nunchaku。
Iron Arm
風鏡黑的鐵製拳套。
 風鏡藍
Blue Ring
風鏡藍的呼啦圈。
能夠藉風鏡藍的藍寶石能源變形為附有煙火的呼啦圈Blue Sapphire Jet Ring。
 風鏡黃
Yellow Ball
風鏡黃的體操球。
能夠藉風鏡黃的蛋白石能源變形為附有尖刺的重磅球Yellow Opal Megaton-ball。
 風鏡粉紅
Pink Ribbon
風鏡粉紅的體操緞帶。
能夠藉風鏡粉紅的鑽石能源變形為棍棒Pink Diamond Baton。
Pink Mirror
為風鏡粉紅對其Goggle Sabel注入其鑽石能源而變形的鏡子武器。
必殺技
Goggle Victory Flash
風鏡V的前期必殺技。
當五人組成塔型後則將其各自的寶石能源注入Goggle Sabel，隨後便發射「V」字光束攻擊敵人。
Goggle Gold Spear
為風鏡V因應以新金屬原子製造的合成怪獸能承受Goggle Victory Flash的攻擊而對Goggle Sabel加入同樣的金屬原子進行強化改造而出現的黃金長槍型必殺武器，於第34集首次使用。
當五人將各自的Goggle Sabel組合後則會由風鏡紅手持長槍，並且在其餘四人作為其協助跳台後便將長槍拋向敵人。
運輸工具
Goggle Machine
主要由風鏡紅駕駛的機車。
Goggle Cougar
為除了風鏡紅外其餘四人乘坐的機車，而其配備武器為火箭炮。

### 大型機械
Goggle Caesar
風鏡V的巨型母艦。
能收納內有大型機體的三個可移動式貨櫃，而配備武器為導彈。
在出動Goggle V Robo時，風鏡黑與風鏡粉紅會留在Goggle Caesar內待命支援。
 Goggle Jet
由風鏡紅駕駛的大型噴射機。
平時收納在Goggle Caesar的一號貨櫃內，而配備武器為兩門導彈炮。
為Goggle V Robo的頭部及胸部。
 Goggle Tank
由風鏡藍駕駛的大型戰車。
平時收納在Goggle Caesar的二號貨櫃內，而配備武器則為導彈炮。
為Goggle V Robo的背部及雙手臂。
 Goggle Dump
由風鏡黃駕駛的大型自卸車。
平時收納在Goggle Caesar的三號貨櫃內，而自身並配備兩個可伸縮的雙手臂。
為Goggle V Robo的雙腿。
Goggle V Robo
由Goggle Jet、Goggle Tank及Goggle Dump合體的大型機械人。
其配備必殺武器為地球劍，而其必殺技則為「地球劍·電子銀河斬」。

## 設定
未來科學研究所
由本鄉博士在後樂園遊樂園區地底設立的秘密建築，亦為風鏡V的基地。
其中一個前往入口為園區內一座電話亭，並以滑梯通道連接司令室。另外ComBoy在進入司令室的同時便會自動更換制服；而在離開基地時則會變回日常便服。
然而後來則被成功潛入內部的瑪茲露卡引爆其體內的炸彈而摧毀。
暗黑巨大城 死亡托邦
Death Dark的大型移動要塞。
能夠在陸地甚至海底漂浮，而在陸地漂浮的同時其周邊環境則會產生強大氣流。
最後被Goggle Caesar以導彈摧毀。
死亡戰鬥機
Death Dark的戰鬥機。

## 製作團隊
製作人員：
- 原作：八手三郎
- 製作人：
  - 朝日電視台：加藤守啓
  - 東映：鈴木武幸

- 劇本：曾田博久、筒井共美、松本功、酒井昭義、鷺山京子、由起圭
- 導演：東條昭平、服部和史、辻理、山田稔、小西通雄
- 動作導演：山岡淳二、橫山稔（Japan Action Club）
- 配樂：渡邊宙明
- 特攝導演：矢島信男
- 製作：朝日電視台、東映、東映Agency

皮套演員：
-  風鏡紅：新堀和男
-  風鏡黑：春田純一、喜多川務
-  風鏡藍：柴原孝典、東山茂幸
-  風鏡黃：伊藤勝功、卯木浩二
-  風鏡粉紅：竹田道弘、志村忍

## 播放列表
以下時間以當地時間（日本時間）為準：
| 首播日期   | 集數 | 標題 （日語）（漢譯） | 登場合成怪獸+巨大機械人             | 編劇     | 導演     |
| ---------- | ---- | --------------------- | ----------------------------------- | -------- | -------- |
| 1982/02/06 | 1    | 暗黑科學的來襲        | - 貝摩茲（声：丸山詠二）+風扇Kong   | 曾田博久 | 東條昭平 |
| 1982/02/13 | 2    | 站起來！未來的戰士    | - 鳥摩茲（声：西尾德）+光Kong       | 曾田博久 | 東條昭平 |
| 1982/02/20 | 3    | 迎擊死亡托邦          | - 章魚摩茲（声：渡部猛）+猩猩Kong   | 曾田博久 | 東條昭平 |
| 1982/02/27 | 4    | 密密麻麻暗黑地雷      | - 蜘蛛摩茲（声：丸山詠二）+猛獁Kong | 曾田博久 | 服部和史 |
| 1982/03/06 | 5    | 潛藏著惡魔的傳說      | - 螳螂摩茲（声：西尾德）+Kong       | 曾田博久 | 服部和史 |
| 1982/03/13 | 6    | 反派摔角手的愛        | - 壁虎摩茲（声：渡部猛）+Kong       | 曾田博久 | 辻理     |
| 1982/03/20 | 7    | 變成幽靈的爸爸        | - 貓摩茲（声：西尾德）+Kong         | 曾田博久 | 辻理     |
| 1982/03/27 | 8    | 被盯上的美女博士      | - 毒蛾摩茲（声：西尾德）+Kong       | 筒井共美 | 山田稔   |
| 1982/04/03 | 9    | 地獄的蕈菇村          | - 貘摩茲（声：渡部猛）+Kong         | 曾田博久 | 山田稔   |
| 1982/04/10 | 10   | 珍品蕃鈴薯的秘密      | - 老鼠摩茲（声：廣森信吾）+Kong     | 曾田博久 | 服部和史 |
| 1982/04/17 | 11   | 恐怖的岩漿作戰        | - 狛犬摩茲（声：渡部猛）+Kong       | 筒井共美 | 服部和史 |
| 1982/04/24 | 12   | 從謊話中出現的沙地獄  | - 蟻獅摩茲（声：渡部猛）+Kong       | 松本功   | 東條昭平 |
| 1982/05/01 | 13   | 大鬧地底的鯰魚        | - 鯰魚摩茲（声：廣森信吾）+Kong     | 曾田博久 | 東條昭平 |
| 1982/05/08 | 14   | 不好了！地球沉沒      | - 鮟鱇摩茲（声：西尾德）+Kong       | 曾田博久 | 山田稔   |
| 1982/05/15 | 15   | 甦醒的惡魔大元帥      | - 蜂摩茲（声：岸野一彥）+Kong       | 曾田博久 | 山田稔   |
| 1982/05/22 | 16   | Red！千鈞一髮         | - 海星摩茲（声：渡部猛）            | 曾田博久 | 服部和史 |
| 1982/05/29 | 17   | 河童少年之淚          | - 河童摩茲（声：丸山詠二）+Kong     | 筒井共美 | 服部和史 |
| 1982/06/05 | 18   | 大人消失的日子        | - 猿摩茲（声：渡部猛）+Kong         | 酒井昭義 | 東條昭平 |
| 1982/06/12 | 19   | 鬼怪宅邸的秘密        | - 蝙蝠摩茲（声：廣森信吾）+Kong     | 松本功   | 東條昭平 |
| 1982/06/19 | 20   | 死亡之花 毒仙人掌     | - 仙人掌摩茲（声：渡部猛）+Kong     | 鷺山京子 | 山田稔   |
| 1982/06/26 | 21   | 恐怖！魚變成了化石    | - 腔棘魚摩茲（声：西尾德）+Kong     | 曾田博久 | 山田稔   |
| 1982/07/03 | 22   | 詛咒人偶的攻擊        | - 孔雀摩茲（声：西尾德）+Kong       | 曾田博久 | 服部和史 |
| 1982/07/10 | 23   | 泡泡大作戰            | - 螃蟹摩茲（声：渡部猛）+Kong       | 酒井昭義 | 服部和史 |
| 1982/07/17 | 24   | 打敗看不見的敵人      | - 變色龍摩茲（声：西尾德）+Kong     | 松本功   | 東條昭平 |
| 1982/07/31 | 25   | 恐龍是惡魔的使者      | - 翼龍摩茲（声：清川元夢）+Kong     | 松本功   | 東條昭平 |
| 1982/08/07 | 26   | Black！大反轉         | - 野豬摩茲（声：渡部猛）+Kong       | 曾田博久 | 山田稔   |
| 1982/08/14 | 27   | 人類叢林！            | - 西瓜摩茲（声：西尾德）+Kong       | 酒井昭義 | 山田稔   |
| 1982/08/21 | 28   | 甦醒的亡靈摩茲        | - 鯊魚摩茲（声：丸山詠二）+Kong     | 曾田博久 | 小西通雄 |
| 1982/08/28 | 29   | 恐怖的睡眠之街        | - 蒼蠅摩茲（声：加地健太郎）+Kong   | 松本功   | 東條昭平 |
| 1982/09/04 | 30   | 豬苗代的黃金魔劍      | - 天狗摩茲（声：西尾德）+Kong       | 曾田博久 | 東條昭平 |
| 1982/09/11 | 31   | Blue！大突擊！        | - 響尾蛇摩茲（声：西尾德）+Kong     | 鷺山京子 | 小西通雄 |
| 1982/09/18 | 32   | 震驚 無骨人類         | - 寄居蟹摩茲（声：西尾德）+Kong     | 筒井共美 | 服部和史 |
| 1982/09/25 | 33   | Caesar大爆炸？！      | - 老虎摩茲（声：西尾德）+Kong       | 鷺山京子 | 服部和史 |
| 1982/10/02 | 34   | 出現了！黃金必殺技    | - 鱷魚摩茲（声：西尾德）+Kong       | 曾田博久 | 山田稔   |
| 1982/10/09 | 35   | 吃鐵人的襲擊          | - 鬣狗摩茲（声：渡部猛）+Kong       | 曾田博久 | 山田稔   |
| 1982/10/16 | 36   | 決鬥！0.3秒！         | - 豪豬摩茲（声：大宮悌二）+Kong     | 曾田博久 | 東條昭平 |
| 1982/10/23 | 37   | 攻擊神秘轟炸機        | - 鼯鼠摩茲（声：丸山詠二）+Kong     | 松本功   | 東條昭平 |
| 1982/10/30 | 38   | 友情之攻擊！          | - 犀牛摩茲（声：西尾德）+Kong       | 曾田博久 | 山田稔   |
| 1982/11/06 | 39   | 惡魔的食人繪本        | - 大鵰鴞摩茲（声：渡部猛）+Kong     | 鷺山京子 | 山田稔   |
| 1982/11/13 | 40   | 秘密基地危險          | - 海象摩茲（声：渡部猛）+Kong       | 曾田博久 | 東條昭平 |
| 1982/11/20 | 41   | 變身爸爸的大冒險      | - 蠶摩茲（声：西尾德）+Kong         | 曾田博久 | 東條昭平 |
| 1982/11/27 | 42   | 暗殺！蠍子的陷阱      | - 蠍子摩茲（声：渡部猛）+Kong       | 酒井昭義 | 服部和史 |
| 1982/12/04 | 43   | 拼死鬥！小判爭奪戰    | - 蚯蚓摩茲（声：丸山詠二）+Kong     | 由起圭   | 山田稔   |
| 1982/12/11 | 44   | 啊！食物變成沙子      | - 禿鷲摩茲（声：渡部猛）+Kong       | 鷺山京子 | 山田稔   |
| 1982/12/18 | 45   | 兩個Black             | - 貉摩茲（声：西尾德）+Kong         | 松本功   | 服部和史 |
| 1982/12/25 | 46   | 超能量出現            | - 臭鼬摩茲（声：渡部猛）+Kong       | 曾田博久 | 東條昭平 |
| 1983/01/08 | 47   | 這就是最終兵器        | - 巨型陸龜摩茲（声：西尾德）+Kong   | 曾田博久 | 東條昭平 |
| 1983/01/15 | 48   | 秘密基地的末日        | - 獵豹摩茲（声：渡部猛）+Kong       | 曾田博久 | 山田稔   |
| 1983/01/22 | 49   | 將軍！最後的挑戰      | - 熊摩茲（声：西尾德）+Kong         | 曾田博久 | 山田稔   |
| 1983/01/29 | 50   | 前進！朝向光明的未來  | -                                   | 曾田博久 | 山田稔   |

## 音樂
片頭曲：
作詞：小池一夫
作曲、編曲：渡邊宙明
演唱：MoJo、蟋蟀'73、The Chirps
片尾曲：
作詞：小池一夫
作曲、編曲：渡邊宙明
演唱：MoJo、蟋蟀'73、The Chirps
插曲：

作詞：保富康午
作曲、編曲：渡邊宙明
演唱：日高美子、蟋蟀'73、The Chirps

作詞：相良好章
作曲：渡邊宙明
編曲：久石讓
演唱：MoJo、須貝吏延、蟋蟀'73

作詞：曾田博久
作曲：渡邊宙明
編曲：久石讓
演唱：MoJo

作詞：曾田博久
作曲、編曲：渡邊宙明
演唱：MoJo、須貝吏延、蟋蟀'73

作詞：相良好章
作曲：渡邊宙明
編曲：久石讓
演唱：新倉吉美、哥倫比亞搖籠會

作詞：保富康午
作曲、編曲：風戶慎介
演唱：MoJo

作詞：八手三郎
作曲、編曲：渡邊宙明
演唱：MoJo、蟋蟀'73

作詞：保富康午
作曲、編曲：風戶慎介
演唱：MoJo

作詞：保富康午
作曲：渡邊宙明
編曲：市久
演唱：日高美子

## 劇場版
《大戰隊風鏡V》
與此作同名的劇場版電影，於1982年3月13日首映。
製作人員：
- 導演：東條昭平
- 劇本：曾田博久
- 動作導演：山岡淳二